# Campionati mondiali di sollevamento pesi 2019 - 81 kg femminile
Le gare di sollevamento pesi della categoria fino a 81 kg femminile — pesi massimi primi — dei campionati mondiali del 2019 si sono svolte il 25 settembre 2019 a Pattaya presso l'Eastern National Sports Training Center.

## Programma
L'orario indicato corrisponde a quello thailandese (UTC+07:00)
| Data              | Orario | Evento   |
| ----------------- | ------ | -------- |
| 25 settembre 2019 | 10:00  | Gruppo B |
| 25 settembre 2019 | 17:55  | Gruppo A |

## Medagliate
Per ciascun esercizio, le prime tre classificate sono le seguenti:
| Esercizio | Oro         | Oro    | Argento        | Argento | Bronzo                       | Bronzo |
| --------- | ----------- | ------ | -------------- | ------- | ---------------------------- | ------ |
| Strappo   | Lee Ji-eun  | 111 kg | Kim Su-hyeon   | 111 kg  | Mönkhjantsangiin Ankhtsetseg | 110 kg |
| Slancio   | Leidy Solís | 142 kg | Jenny Arthur   | 139 kg  | Lidia Valentín               | 138 kg |
| Totale    | Leidy Solís | 247 kg | Lidia Valentín | 246 kg  | Jenny Arthur                 | 245 kg |

## Record
Prima di questa competizione, i record mondiali esistenti erano i seguenti:
| Record mondiale | Strappo | Mondiale standard | 127 kg | — | 1º novembre 2018 |
| Record mondiale | Slancio | Mondiale standard | 158 kg | — | 1º novembre 2018 |
| Record mondiale | Totale  | Mondiale standard | 283 kg | — | 1º novembre 2018 |

## Risultati
| Pos. | Atleta                             | Gr. | Peso atleta | Strappo (kg) | Strappo (kg) | Strappo (kg) | Strappo (kg) | Slancio (kg) | Slancio (kg) | Slancio (kg) | Slancio (kg) | Totale   |
| Pos. | Atleta                             | Gr. | Peso atleta | 1            | 2            | 3            | Pos.         | 1            | 2            | 3            | Pos.         | Totale   |
| ---- | ---------------------------------- | --- | ----------- | ------------ | ------------ | ------------ | ------------ | ------------ | ------------ | ------------ | ------------ | -------- |
|      | Leydi Solís (COL)                  | A   | 76.85       | 105          | 108          | 108          | 9            | 136          | 139          | 142          |              | 247      |
|      | Lidia Valentín (ESP)               | A   | 78.80       | 105          | 108          | 112          | 5            | 130          | 134          | 138          |              | 246      |
|      | Jenny Arthur (USA)                 | A   | 80.95       | 102          | 106          | 110          | 7            | 132          | 134          | 139          |              | 245      |
| 4    | Dar'ja Navumava (BLR)              | A   | 78.45       | 105          | 109          | 112          | 4            | 135          | 138          | 138          | 5            | 244      |
| 5    | Dayana Chirinos (VEN)              | A   | 80.70       | 103          | 106          | 106          | 8            | 133          | 136          | 139          | 4            | 242      |
| 6    | Lee Ji-eun (KOR)                   | B   | 78.30       | 102          | 108          | 111          |              | 117          | 123          | 127          | 10           | 238      |
| 7    | Valeria Rivas (COL)                | A   | 78.75       | 102          | 106          | 108          | 6            | 126          | 130          | 132          | 7            | 238      |
| 8    | Mönkhjantsangiin Ankhtsetseg (MGL) | B   | 81.00       | 101          | 107          | 110          |              | 123          | 127          | 131          | 9            | 237      |
| 9    | Anacarmen Torres (MEX)             | A   | 77.80       | 101          | 101          | 103          | 11           | 130          | 133          | 136          | 6            | 234      |
| 10   | Tat'ev Hakobyan (ARM)              | A   | 80.90       | 100          | 105          | 105          | 10           | 115          | 121          | 125          | 13           | 226      |
| 11   | Gaëlle Nayo-Ketchanke (FRA)        | B   | 80.40       | 85           | 90           | 95           | 14           | 120          | 125          | 130          | 8            | 225      |
| 12   | Alejandra Garza (MEX)              | A   | 78.45       | 97           | 100          | 103          | 12           | 123          | 126          | 126          | 12           | 223      |
| 13   | Ekaterina Katina (RUS)             | B   | 80.70       | 90           | 93           | 95           | 15           | 120          | 126          | 131          | 11           | 221      |
| 14   | Tímea Szuromi (HUN)                | B   | 80.35       | 90           | 93           | 95           | 16           | 110          | 114          | 118          | 14           | 213      |
| 15   | Lenka Rojas (CHI)                  | B   | 76.60       | 82           | 85           | 87           | 17           | 110          | 116          | 120          | 15           | 201      |
| 16   | Mai Al-Madani (UAE)                | B   | 80.60       | 62           | 64           | 64           | 18           | 80           | 82           | 86           | 18           | 146      |
| —    | Kim Su-hyeon (KOR)                 | A   | 76.75       | 106          | 110          | 111          |              | 137          | 137          | 138          | —            | —        |
| —    | Anna Van Bellinghen (BEL)          | B   | 80.85       | 99           | 102          | 102          | 13           | 117          | 118          | 118          | —            | —        |
| —    | Michaela Skleničková (CZE)         | B   | 77.35       | 80           | 80           | 80           | —            | 102          | 106          | 109          | 16           | —        |
| —    | Rayen Cupid (VIN)                  | B   | 76.90       | 87           | 87           | 88           | —            | 103          | 107          | 107          | 17           | —        |
| —    | Samira Ouass (MAR)                 | B   | ritirata    | ritirata     | ritirata     | ritirata     | ritirata     | ritirata     | ritirata     | ritirata     | ritirata     | ritirata |